# L'apparenza
Šestnácté Battistiho album L'apparenza /lapːareːntsa/ se v roce 1988 v Itálii stalo po dobu čtyř týdnů 2. nejprodávanějším albem a 17. nejprodávanějším v celém roce 1988. Na chvíli se dostalo i na první místo a to bylo naposledy v Battistiho kariéře. Je druhým z pěti alb, které vytvořil s básníkem Pasqualem Panellou. Atmosférou navazuje na předešlé album Don Giovanni.
A portata di mano je podle kritiků albem samo pro sebe, protože prý obsahuje čtyři různé písně.
 Součástí alba měly pravděpodobně být i píseň Il bell'addio a skladba bez textu La pace.

## Seznam skladeb
1. A portata di mano 5:19
2. Specchi opposti 4:21
3. Allontanando 4:43
4. L'apparenza 4:38
5. Per altri motivi 4:20
6. Per nome 5:25
7. Dalle prime battute 4:59
8. Lo scenario 4:38